# Naturschutzgebiet Eisenberg und Maxstollen

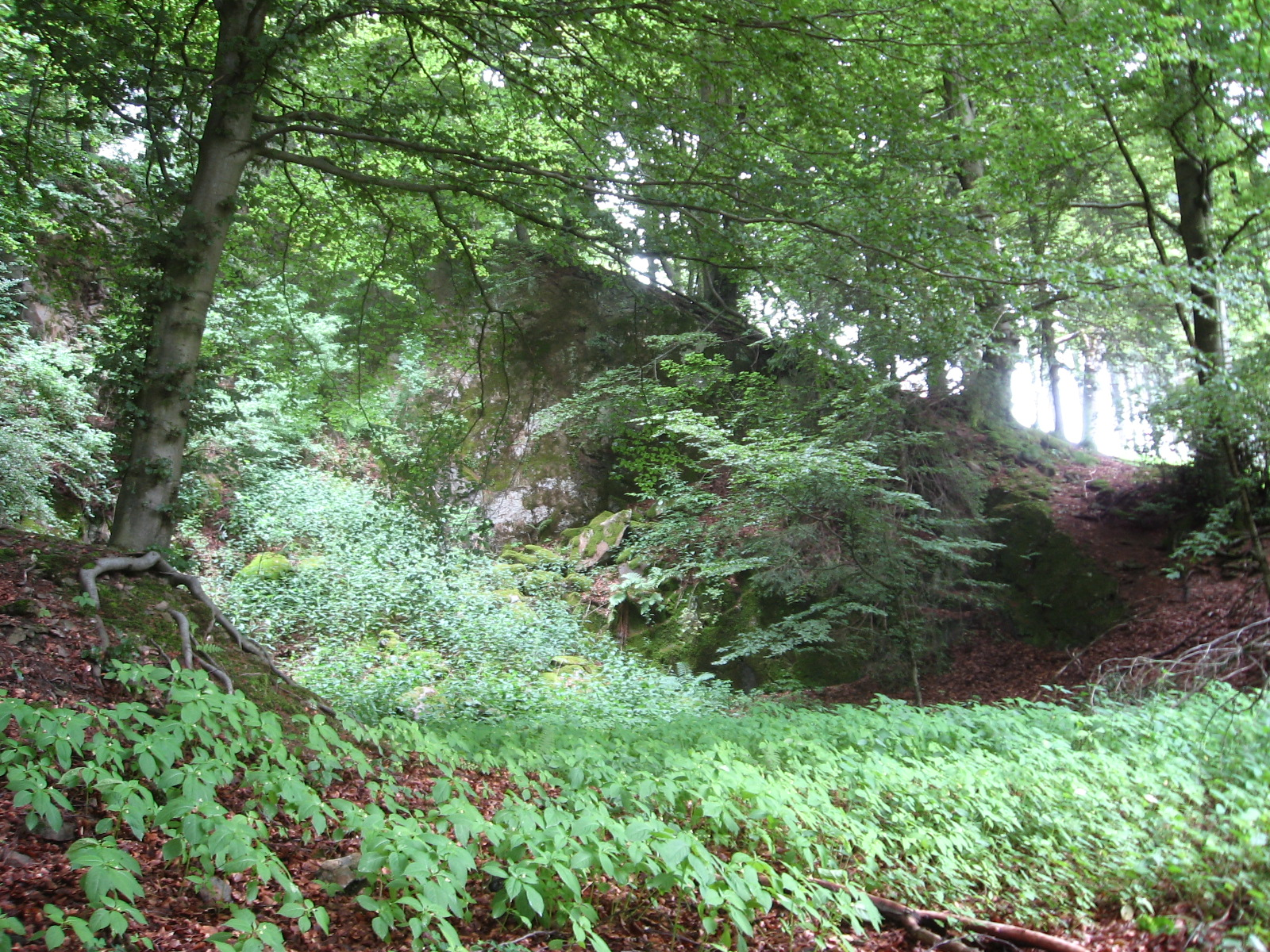
Alte Grabenbergwerkspinge auf dem Höhenrücken des Eisenbergs

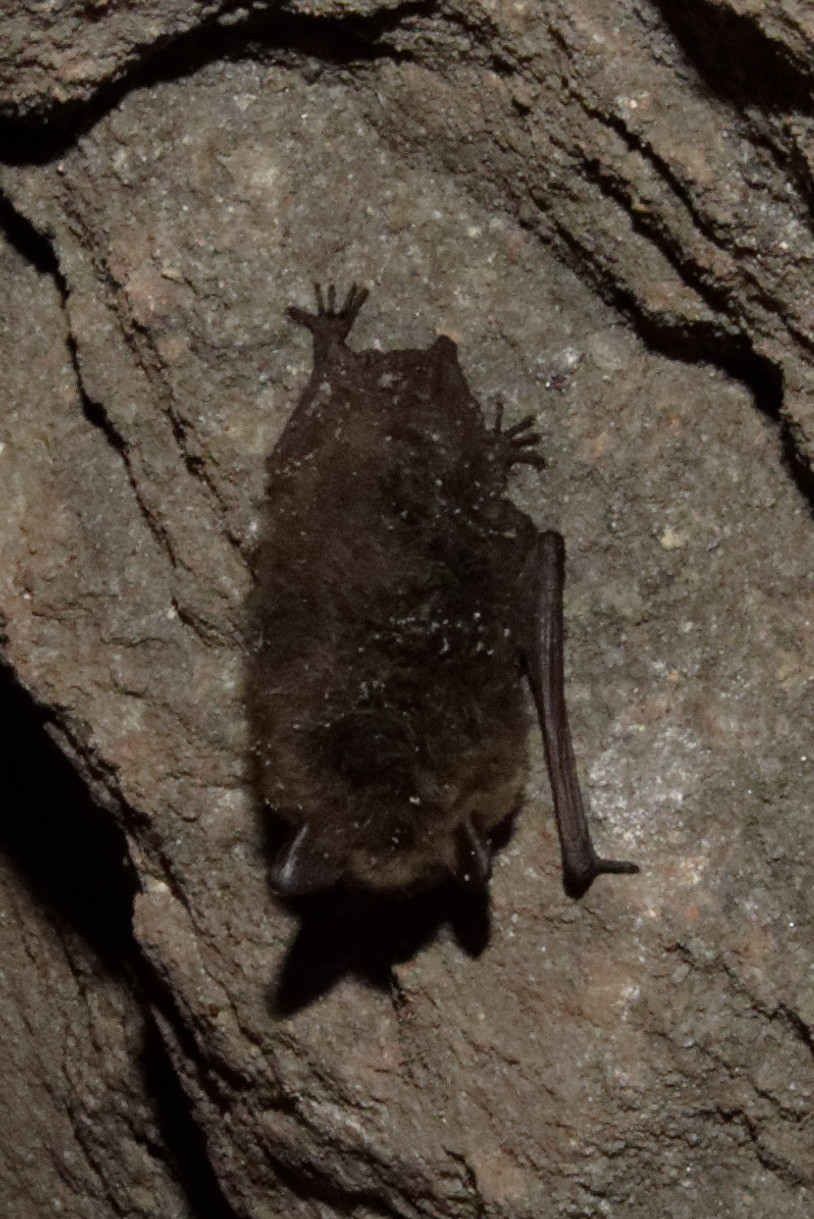
Fledermaus im Phillipsstollen des Briloner Eisenbergs

Das Naturschutzgebiet Eisenberg und Maxstollen mit einer Größe von 8,1 ha liegt nordöstlich von Olsberg im Hochsauerlandkreis auf dem Eisenberg (Briloner Höhen). Das Gebiet wurde 2004 mit dem Landschaftsplan Olsberg durch den Hochsauerlandkreis als Naturschutzgebiet (NSG) ausgewiesen. Das NSG stellt seitdem eine von zehn Teilflächen des Fauna-Flora-Habitat-Gebietes (FFH) Höhlen und Stollen bei Bestwig und Olsberg (Natura 2000-Nr. DE-4616-304) im Europäischen Schutzgebietssystem nach Natura 2000 dar. Nur ein kleiner Bereich im Norden des NSG gehört nicht zum FFH-Gebiet.

## Gebietsbeschreibung
Das NSG liegt auf der Südflanke des Eisenbergs, wobei nur einer der vier Stollen der ehemaligen Grube Eisenberg, nämlich der Maxstollen, ein Teil davon ist. Der Maxstollen ist ein bedeutendes Winterquartier für Fledermäuse, insbesondere für Großes Mausohr, Kleine Bartfledermaus und Teichfledermaus, wobei der Bestand von Jahr zu Jahr leicht schwankt. Der Wald im erstgenannten Naturschutzgebiet besteht überwiegend aus Altbuchenwald. Dort befinden sich einige Kalkfelsen mit seltener Felsspaltenvegetation. Es brüten Bunt- und Grauspechte. Ob der im Gebiet beobachtete Schwarzspecht dort brütet, ist unklar. Die im Naturschutzgebiet gesichteten Uhus dürften ihr Brutgebiet an den Bruchhauser Steinen haben.

## Schutzzweck
Im NSG soll der Stollen und der Wald geschützt werden. Wie bei allen Naturschutzgebieten in Deutschland wurde in der Schutzausweisung darauf hingewiesen, dass das Gebiet „wegen der Seltenheit, besonderen Eigenart und Schönheit des Gebietes“ zum Naturschutzgebiet wurde.